# Sex hormone-binding globulin
La globuline liant les hormones sexuelles (SHBG, pour Sex Hormone-Binding Globulin) est une glycoprotéine qui se lie aux hormones sexuelles, en particulier à la testostérone et à l'estradiol. D'autres hormones stéroïdiennes telles que la progestérone, le cortisol, et d'autres corticostéroïdes sont liés à la transcortine.

## Transport des hormones sexuelles
Les hormones sexuelles circulent dans le sang, liées principalement à la SHBG et dans une moindre mesure à l'albumine sérique. Seule une petite fraction n'est pas liée, elle est dite "libre", donc biologiquement active et en mesure d'entrer dans une cellule réceptrice et de l'activer. La SHBG inhibe donc la fonction de ces hormones, la biodisponibilité des hormones sexuelles étant influencée par le niveau de SHBG.

## Production
La SHBG est produite par les cellules du foie et est libérée dans la circulation sanguine. La SHBG est aussi produite dans d'autres sites: le cerveau, l'utérus, le placenta et le vagin. Chez l'être humain, le gène de la SHBG est situé sur le chromosome 17.
Il existe un sous-type de SHBG appelé « androgen-binding protein ». C'est une protéine produite par les cellules de Sertoli du testicule ; elle est issue du même gène, comporte la même séquence d'acide aminés mais porte des sucres différents. Elle permet le transport des hormones stéroïdes dans les tubes séminifères.

## Régulation
La concentration plasmatique en SHBG semble être contrôlée par un équilibre délicat entre facteurs stimulants et inhibiteurs. Son niveau est diminué par des concentrations élevées en insuline et en insuline-like growth factor 1 (IGF-1). Des taux d'androgènes élevés diminuent la SHBG, alors que de hautes concentrations en œstrogènes et en thyroxine l'augmentent. 
Toutefois, des données récentes suggèrent que c'est la production de matières grasses par le foie qui diminue le taux de SHBG et que l'insuline n'a pas d'effet direct et on connaît les mécanismes génétiques qui font cela.

## Facteurs de forte ou faible concentration en SHBG
On trouve de faibles concentrations en SHBG dans le syndrome de Stein-Leventhal (syndrome des ovaires polykystiques), le diabète et l'hypothyroïdie. On en trouve de fortes pendant la grossesse, en cas d'hyperthyroïdie et d'anorexie mentale. Il a récemment été établi un lien entre de hauts niveaux de SHBG avec les cancers du sein et des testicules.

## Dosage des hormones sexuelles
Lors du dosage d'estradiol ou de testostérone circulant, on peut faire soit un dosage total comprenant les hormones "libres" et les hormones liées, ou seulement les hormones libres. 
L'indice d'androgènes libres exprime le rapport des concentrations de la testostérone et de la SHBG et peut être utilisé pour résumer l'activité de la testostérone libre. 